# Zwężenie samogłosek nieakcentowanych
Zwężenie samogłosek nieakcentowanych – zjawisko fonetyczne występujące w łacinie archaicznej. Polega ono na tym, że samogłoska krótka, otwarta znajdująca się w sylabie, przed którą stoi akcent, ulega przegłosowi i zwężeniu do [ĭ].
Przykładem jest dorycki wyraz machăna (z akcentem na ma-), który po przejęciu przez łacinę przekształcił się w machĭna.
Zjawisko takie jest najprawdopodobniej jedną z faz zatrzymanej tu wpół drogi synkopy.
Przekształcenia tego typu, których ślady obserwuje się w leksyce łaciny klasycznej, prowadzą do wniosku, że w głębokiej epoce przedliterackiej (VIII/VII w. p.n.e.) łacina miała akcent inicjalny, tj. stojący na pierwszej sylabie wyrazu. Dowodem na to jest np. wyraz inĭmīcus powstały ze złożenia in + ămīcus. Mimo że w łacinie klasycznej akcent stoi na -īc-, to jednak w epoce archaicznej musiał być inicjalny, by -ăm- mogło przejść w -ĭm-.